# 3 جونو
3 جونو (كويكب) الإنجليزية: 3 Juno) هو ثالث كويكب يكتشف في حزام الكويكبات الواقع بين فلك
المريخ وفلك المشتري. هذا الحزام يبعد عن الشمس بنحو 410 مليون كيلومتر ،واحد من الكويكبات الصخرية إلى جانب الكويكب 15 أوينوميا 15 Eunomia. ويحتوي 3 جونو على نحو 1% من مجمل كتلة الكويكبات والنيازك في ذلك الحزام.
اكتشف 3 جونو في 1 سبتمبر 1804 عن طريق الفلكي الألماني كارل لودفيج هاردينج وأعطاه اسم من أحد الأساطير الرومانية.

## خصائصه
جونو هو أحد الكويكبات الكبيرة وربما كان ترتيبه العاشر بينهم ويحتوي على نحو 1% من مجمل كتلة الكويكبات والنيازك في حزام الكويكبات الموجود بين مدار المريخ ومدار المشتري حول الشمس. وهو ثاني كويكب في الثقل بعد 15 أوينوميا من التصنيف S-type. ومع أنه من الكويكبات البالغة الكتلة إلا أنه يشكل نحو 3% من كتلة سيريس (كوكب قزم)، أكبر الكويكبات.

مقارنة الأحجام للعشرة كويكبات الكبار بالنسبة إلى القمر، وثالثهم جونو الثالث من اليسار.

ومن بين الكويكبات من التصنيف S-type يعتبر جونو من أكثرهم معكسا للضوء مما ينوه عن تكوين مختلف لسطحه. وتفسر قدرته هذه على عكس الضوء قدر لمعانه الذي يصل إلى +7.5 قدر ظاهري عنما يكون وضعه بالنسبة للأرض والشمس مناسبا. وهو بذلك أكثر لمعان من الكوكب نبتون، ولهذا سبق اكتشافه اكتشاف أجرام سماوية أكبر منه ولكنها أقل منه عاكسة للضوء.
وفي الماضي اعتبر جونو إلى جانب سيريس و2 باللاس و4 فيستا من الكواكب. ولكن تم تصنيف هؤلاء الأربعة وغيرهم ككويكبات بعد اكتشاف أعدادا كبيرة من الكويكبات. وعلى العموم فحجم 3 جونو الصغير وشكله البعيد عن الكري لا تؤهله لأن يكون كوكبا قزما مثل سيريس (كوكب قزم).
يصغر فلك 3 جونو بالنسبة للشمس عن أفلاك سيريس و2 باللاس، ويميل فلكه بدرجة 12 درجة وليس دائريا ولكن على شكل القطع الناقص وذو معدل اختلال مركزي كبير، مما يجعله يقترب أحيانا كثيرا إلى الشمس عن 4 فيستا ويفوق عند نقطة مداره العظمى بُعد سيريس عن الشمس.

## اقرأ أيضا
- علم الفلك للأشعة السينية
- سداسية زايفرت
- سكوربيوس إكس-1
- قزم أبيض
- عملاق أحمر
- نجم
- نجم نيوتروني
- مجرة
- الانفجار العظيم
- خط زمني للانفجار العظيم
- ثقب أسود
- مسييه 100
- نابض
- نجم متغير
- متغير سيفيدي
- نجم الدجاجة إكس-1